# Томь-Яйское междуречье
Томь-Яйское междуречье — природный географический и туристский район на юго-западе Западной Сибири в междуречье рек Томи, Яи и Чулыма. Располагается на землях Кемеровской и Томской областей России.

## Физико-географическое описание

### Границы района
Границы района с юга по Транссибу, с востока и запада — русла рек Яи и Томи, с севера — железная дорога Томск — Асино. Вся площадь Томь-Яйского междуречья расположена в пределах Западно-Сибирской равнины в пределах высот 70—274 м.
Томь-Яйское междуречье располагается в границах следующих муниципальных образований Томского района Томской области:
- Межениновское сельское поселение,
- Турунтаевское сельское поселение,
- Воронинское сельское поселение,
- Корниловское;

следующих упразднённых муниципальных образований Яйский района Кемеровской области:
- Безлесное сельское поселение,
- Вознесенское сельское поселение,
- Яйское городское поселение.

### Природные ландшафты
1. Горнотаёжные южносибирские. Низкогорные южнотаёжные смешанные пихтово-берёзово-осиновые высокотравные кустарниковые леса на дерново-подзолистых, светло-серых и тёмно-серых почвах.
2. Лесостепные. Низкогорные берёзовые, осиново-берёзовые кустарниковые остепнённые разнотравные леса в сочетании с разнотравно-луговыми степями и остепнёнными лугами на чернозёмах выщелоченных и обыкновенных.
3. Степные североазиатские. Дерновинно-злаковые, ковыльно-типчаковые сухие степи в сочетании с берёзовыми (с единичными соснами) колками и редколесьями на чернозёмах обыкновенных
4. Пойменные.
  1. Долинные берёзово-ивовые изредка с пихтой и елью разнотравно-злаковые с прирусловыми кустарниками часто заболоченные леса на дерново-подзолистых, аллювиально-дерновых и лугово-дерновых почвах.
  2. Долинные берёзовые с единичными соснами, местами сосновые иногда с ивняками и тополевниками разнотравно-злаковые леса иногда заболоченные в сочетании с луговыми степями на аллювиальных луговых и лугово-чернозёмных почвах.

## Особо охраняемые природные территории
На территории Томь-Яйского междуречья планируется организация государственного природного заказника регионального значения «Ташминская согра» и действует государственный природный заказник «Китатский» (Яйский район Кемеровской области).

## Рекреация и туризм
Основную рекреационную и туристскую привлекательность Томь-Яйского междуречья составляют красота природного пейзажа, разнообразие рельефа в сочетании с обширными лесными массивами, изобилующими грибами и ягодами, относительно благоприятный климат, наличие рек с живописными берегами, пригодных для развития водного туризма. В настоящее время существующие туристские потоки на территории района сформированы самодеятельным туризмом. Туристы приезжают на железнодорожную станцию Яю и сплавляются по реке Яе на собственных сплавных средствах (плотах, резиновых лодках). Велосипедисты пересекают район Томь-Яйского междуречья с юга на север (и наоборот) по дорогам вдоль реки Яи. Пешеходные туристы имеют избыточный выбор включения культурных и природных достопримечательностей туристского района, что позволяет возвращаться в район несколько раз.
Обширные леса, чередующиеся с цветущими луговыми просторами, открывают возможности для занятия пчеловодством, содержания домашних животных, заготовки даров природы (грибов, ягод, папоротника и черемши) для употребления в домашних хозяйствах населения.

## Достопримечательности
- Геологические: Лебедянский карьер (действующий) с остатками кораллов; известковые скалы в местах излияния магмы и действия древних вулканов — в урочищах Камень, Омутное, Баранцево, Сергеево (месторождения строительного камня); гидрогеологические (известковые Таловские чаши, Сухореченские чаши и Берёзовские чаши)
- Историко-культурные: Семилуженский казачий острог, школьные музеи в Новорождественской, Турунтаевской школе
- Ландшафтные: песчаные пляжи на реке Яя, лесное урочище Австрийский Борик, «бобровый рай» в урочищах Ужеково и Пашахино
- Рыбалка на реках Томи, Яе и их притоках
- Города: научнообразовательный и культурный центр Сибири — Томск, моногород Анжеро-Судженск и станционный посёлок Яя, являющийся центром Яйского района, лесоперерабатывающий город Асино
- Припоселковые кедровники: Богашевский, Плотниковский, Протопоповский, Аркашёвский, Косогоровский, Нижне-Шубинский, Белоусовский, Аксёновский, Петуховский, Лучаново-Ипатовский, Лязгинский, а также смешанные Сафроновский, Бодажковский и Бражкинский лесопарки
- Южная черневая пихтово-осиновая и кедровая тайга, особенно видна на спутниковых картах проекта «Викимапия»